# Nikolaj Rosenbakh
Nikolaj Ottonovitj Rosenbakh (russisk: Николай Оттонович Розенбах, tysk: Frommhold Nikolai von Rosenbach, født 12. juni 1836 i Püssi, død 5. maj 1901 i Sankt Petersborg) var en russisk general i det 19. århundrede. Han var generalguvernør for guvernementet Russisk Turkestan fra 1884 til 1889.
I 1884 offentliggjorde Eduard August von Regel i "Trudy Imperatorskago St. Peterburgskago Botaniceskago Sada" bind 3, en artikel om planten Iris Rosenbachiana, der blev fundet i Turkestan og blev opkaldt efter Rosenbakh.